# Rothmannia thailandica
Rothmannia thailandica là một loài thực vật có hoa trong họ Thiến thảo. Loài này được Tirveng. miêu tả khoa học đầu tiên năm 1983.